# 若瑟琳·拉加德
若瑟琳·拉加德（法語：Jocelyne LaGarde，1924年—1979年9月12日），女，法属波利尼西亚演员。曾获得金球奖最佳电影女配角。